# Бобрик-Гора

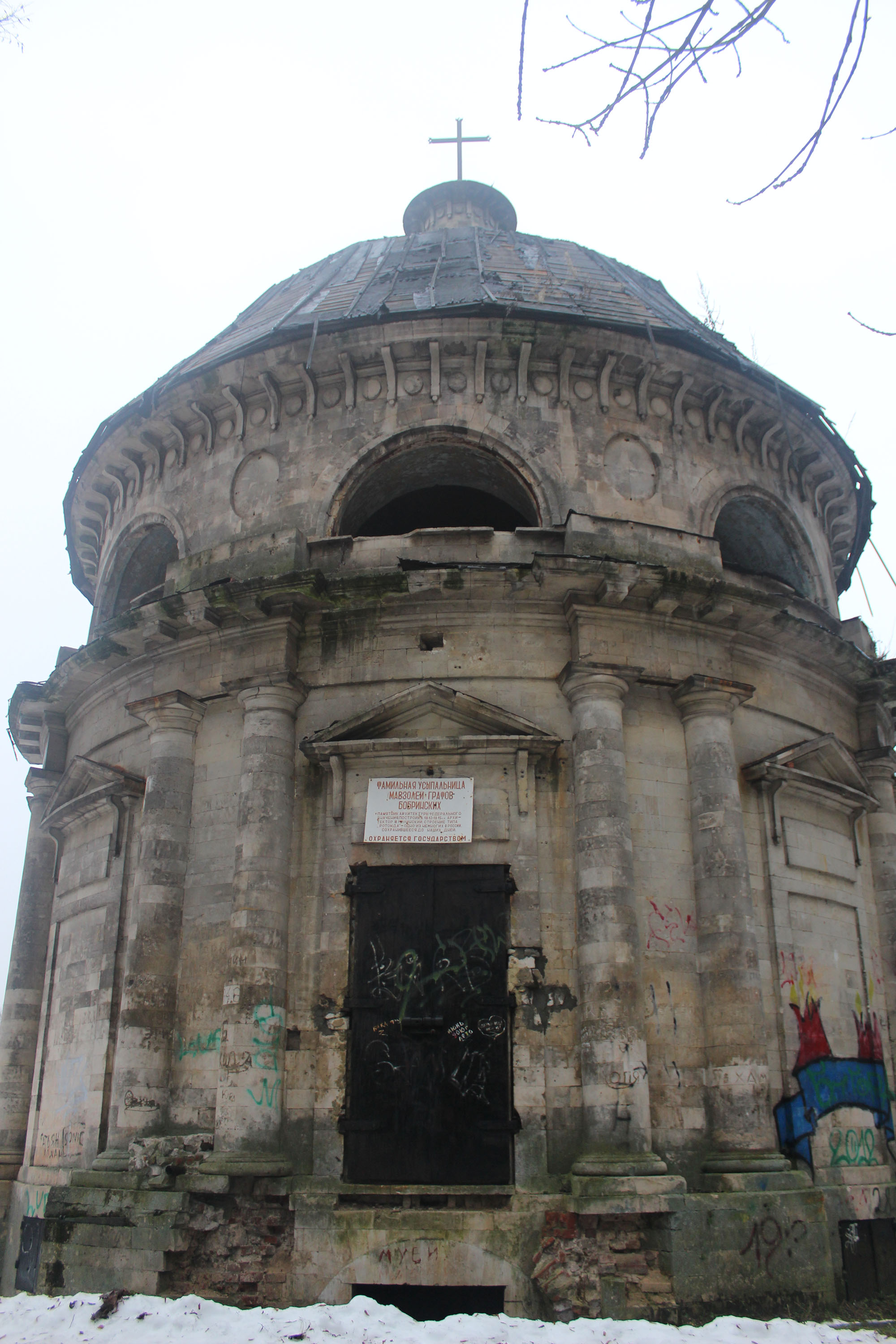
Усыпальница графов Бобринских, г. Донской Тульской области

Бобрик-Гора — микрорайон города Донского и его исторический центр.

## География
Микрорайон расположен в трех километрах от центра города Донской. В пределах микрорайона протекает река Бобрик, огибая Бобрик-Гору, впадает в Дон.

## История
1571 годом датируется первое упоминание о Бобрик-Горе в Писцовой книге, но тогда её название было Ходырев починок. Примерно в это же время князь Милославский стал владельцем этой земли. С этого же момента началось строительство первой деревянной церкви в его владениях.
Ближе к концу XVI века поселение выросло в село с именем Спасское Бобрики.
Спустя полтора века, в 1710-х годах, Пётр I начал строительство в верховьях Дона невиданного по масштабам того времени Ивановского канала (Епифанские шлюзы), протянувшегося более чем на 225 км, который должен был соединить Дон с Волгой через Иван-озеро. Строили канал крепостные крестьяне со всей России и военнопленные шведы.
На конец 1720 года на канале было построено 33 шлюза, но из-за того, что Россия получила выход к Балтийскому морю вследствие победы в Северной войне, Ивановский канал стал не нужен, поэтому строительство прекратилось, а рабочих отправили по своим деревням.
После принятия титула императрицы в 1762 году Екатерина II стала владелицей территорий на Тульской земле, выкупив их в 1763 году у графа Ладыженского для её внебрачного сына от графа Григория Орлова — Алексея Бобринского, получившего их позднее в наследство от родительницы.
Архитектор Иван Старов занимался проектированием приобретённых имений императрицы. В первую очередь, вместо деревянного храма построили каменный, отличающийся по архитектуре от традиционных православных церквей. В 1778 году, по окончании строительства, храм освятили и провели первую службу.
24 мая 1773 года в Бобринском имении началось строительство будущего дворца. В нём принимали участие не только московские, но и тульские мастера. Руководителем строительства был архитектор Я. А. Ананьин. В 1779 году работы по строительству дворца были завершены, а его отделка отличалась своей роскошностью и огромными размерами, что для тех времён в подобных волостях было в диковинку.
Но в 1813 году Алексей Григорьевич Бобринский умер. И когда встал вопрос о его захоронении, то было принято решение о постройке фамильной усыпальницы-ротонды в стиле классицизма в парке, который был расположен недалеко от дворца. Известный в то время архитектор Василий Милинский занялся строительством. В 1815 году строительство усыпальницы было закончено и прах графа Бобринского был предан земле со всеми присущими почестями. Позднее в этой усыпальнице обрели вечный покой и наследники графа.
В 1840-х годах дворец разобрал Василий Бобринский, сохранив только два флигеля, которые мы можем видеть на территории историко-музейного комплекса по сей день. Из этих материалов он построил сахарный и винокуренный заводы, которые приносили немаленькую по тем временам прибыль.
Обнаруженные в 1880-х годах месторождения бурого каменного угля (Подмосковный угольный бассейн) в этих местах, открыли новую страницу истории не только Бобрик-Горы, но и города Донского в целом, как шахтёрских мест. Добыча угля здесь велась с 1882 года. Каждая новая шахта освящалась перед началом работ.
Осенью 1921 года имение графов Бобринских разграбили большевики. Останки выкопали и сбросили в одну могилу. В самой усыпальнице стало работать летнее кафе. Спустя 10 лет при поддержке Центрального Совета Союза воинствующих безбожников был разрушен храм.
В 1991 году, после передачи Спасской церкви обратно РПЦ, храм частично отреставрировали и провели первую службу, а его настоятелем стал архимандрит Серапион.

## Социальная сфера
В пределах района расположены и функционируют: городская больница, детский сад, школа, интернат, 2 профессиональных училища.

## Достопримечательности
На Бобрик-Горе расположен историко-мемориальный музейный комплекс «Бобрики», в который входят: усыпальница графов Бобринских, усадебный парк, Спасская церковь, городской краеведческий музей. Кроме того, в поселке сохранились валы и шлюзы Ивановского канала.
Бывшая достопримечательность — планетарий, который был открыт в 1940 году в здании церкви, принадлежавшей на тот момент краеведческому музею. Построенный по проекту и на оборудовании местного инженера-самоучки Михаила Чистозвонова, он стал вторым по величине в Советском Союзе после московского планетария. После возврата в 1991 году здания музея церкви планетарий, обладавший в то время уже третьим по счету современным цейсовским устройством, был разобран.